# Семь последних слов Христа (Гайдн)
«Семь последних слов Христа» (Семь последних слов нашего Спасителя на кресте, нем. Die sieben letzten Worte unseres Erlösers am Kreuze) — оркестровая работа Йозефа Гайдна, заказанная у него в 1786 году для службы на Страстную пятницу в оратории Санта-Куэва, в Кадисе, в Испании. Опубликовав в 1787 году и исполнив затем в Париже, Риме, Берлине и Вене, композитор адаптировал её для струнного квартета, в том же году утвердил версию для фортепиано соло и, наконец, переделал её в 1796 году как ораторию (как для соло, так и для хора).
Семь главных разделов произведения основаны на семи словах Иисуса во время его распятия. Они помечены как «сонаты» и имеют неторопливый темп. Всё произведение обрамлено медленным вступлением и быстрым завершением «Землетрясение», таким образом состоя из девяти частей.

## Создание
Сам Гайдн объяснил трудность написания произведения в предисловии к его первому изданию в 1801 году:
Около пятнадцати лет назад один каноник из Кадиса попросил меня сочинить инструментальную музыку к Семи последним словам нашего Спасителя на кресте. В кафедральном соборе Кадиса было принято каждый год во время Великого поста исполнять ораторию, эффект от исполнения которой немало усиливался следующими обстоятельствами. Стены, окна и колонны церкви были завешены чёрной тканью, и только одна большая лампа, свисавшая с центра потолка, нарушала торжественную темноту. В полдень двери закрывали, и церемония начиналась. После короткой службы епископ всходил на кафедру, произносил первое из семи слов Христа и проповедовал. Закончив, он покидал кафедру и падал на колени перед алтарём. Перерыв заполнялся музыкой. Затем епископ аналогичным образом произносил второе слово, затем третье и так далее, и музыка следовала за завершением каждой речи. Моё сочинение подчинялось этим условиям, и было нелёгкой задачей сочинить семь адажио продолжительностью по десять минут каждое, чтобы они не утомили слушателей; более того, я обнаружил, что совершенно невозможно ограничить себя установленными рамками.
Священник Хосе Саенс де Санта-Мария, поручивший Гайдну работу над сочинением, отблагодарил композитора весьма необычным способом, он прислал ему пирог, который, как обнаружил Гайдн, был наполнен золотыми монетами.

## Музыка

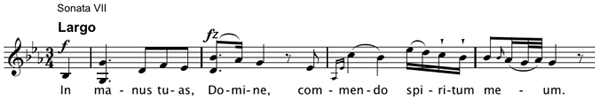
Первая часть седьмой сонаты

Одной из отличительных особенностей произведения является то, что Гайдн использует в нём чрезвычайно широкий для композиций того времени диапазон тональностей. Музыковед Марк Шпитцер отмечает по этому поводу:
По своей тональной свободе [сочинение] предвосхищает поздние мессы [Гайдна]. Единственной другой классической „мультипьесой“, гармонии которой распространяются по всей гамме тональностей с такой архитектурной широтой, является струнный квартет до-диез минор Бетховена, соч. 131. Почему же тогда только Бетховену приписывают смелость эксперимента, когда Гайдн, в очередной раз, добивается этого первым?